# Wayne Stevens
Wayne Stevens (Chillicothe, Ohio, 19 de junio de 1936 - Ocala, Florida, 23 de enero de 2021) fue un jugador de baloncesto estadounidense que disputó una temporada en la NBA. Con 1,91 metros de estatura, jugaba en la posición de alero.

## Trayectoria deportiva

### Universidad
Jugó durante tres temporadas con los Bearcats de la Universidad de Cincinnati, en las que promedió 10,3, 13,0 y 10,7 puntos por partido, respectivamente, siendo el máximo reboteador en 1956, capturando 13,9 rebotes por encuentro.

### Profesional
Fue elegido en la cuadragésimo novena posición del Draft de la NBA de 1958 por Cincinnati Royals, con los que disputó ocho partidos, en los que promedió 1,6 puntos y 2,0 rebotes.

## Estadísticas de su carrera en la NBA

### Temporada regular
| Temporada | Edad | Equipo            | Liga | Pos. | P | TIT | MIN | TC  | TCA | %TC  | 3P | 3PA | %3P | TL  | TLA | %TL  | R.OF. | R.DEF. | REB | ASIS | ROB | TAP | PER | FP  | PTS |
| 1959-60   | 23   | Cincinnati Royals | NBA  |      | 8 |     | 6.1 | 0.4 | 2.4 | .158 |    |     |     | 0.9 | 1.3 | .700 |       |        | 2.0 | 0.5  |     |     |     | 0.5 | 1.6 |
| Total     |      |                   | NBA  |      | 8 |     | 6.1 | 0.4 | 2.4 | .158 |    |     |     | 0.9 | 1.3 | .700 |       |        | 2.0 | 0.5  |     |     |     | 0.5 | 1.6 |